# 베이징 자동차
베이징 자동차(BAW, Beijing Automobile Works Co., Ltd., 중국어: 北京汽车制造厂有限公司)는 베이징시에 기반을 둔 중국의 차량 제조사이자 베이징 자동차 그룹의 자회사이다. 베이징 자동차는 경량 오프로드 차량과 트럭을 생산한다. 베이징 자동차는 민간용 차량과 군용 차량을 생산한다.
베이징 자동차는 1953년 베이징제일기차부건창(北京第一汽车附件厂, The First Accessory Factory)이라는 사명으로 설립되었다가 1958년 베이징 자동차로 이름을 변경했다. 1987년, 이 기업은 베이징 자동차 그룹과 합병하여 BAM(Automobile and Motorcycle United Company)이 되었다.

## 같이 보기
- 베이징 자동차 그룹